# Karel Hejma
Karel Hejma (10. srpna 1905 Kročehlavy – 5. listopadu 1980) byl český fotbalista, československý reprezentant.

## Sportovní kariéra
Za československou reprezentaci odehrál 3 utkání a vstřelil 1 gól (v přátelském zápase s Belgií roku 1930). Dvojnásobný mistr Československa, a to v letech 1933 a 1934, vždy se Slavií Praha. Předtím hrál dva roky v pražské Spartě.